# 药明康德
无锡药明康德新药开发股份有限公司 （英語：WuXi AppTec，简称药明康德，上交所：603259，港交所：2359），是一家制药、生物技术以及医疗器械研发开放式能力和技术平台公司。公司总部位于中国上海，工厂或服务中心分布在天津、武汉、苏州、无锡、常州、南京、北京、上海、广州。另外国际领域在美国、冰岛、德国、以色列、韩国均有其分公司。

## 历史
董事长兼CEO李革拿到美国哥伦比亚大学有机化学博士学位之后返回中国，于2000年12月创建了药明康德。药明康德为全球制药、生物技术以及医疗器械等领域提供从药物发现、开发到市场化的全方位一体化的实验室研发和生产服务。其後，药明康德相继成立新药研发化学服务、工艺研发服务、生产服务、生物分析服务等。於2006年12月14日宣布的德勤2006年度亚太地区快速增长500强的工业榜中，药明康德名列第173位。
2007年8月9日药明康德在美国纽约证券交易所上市，发行价为14美元/股。2010年4月美国制药公司查尔斯河实验室向药明康德提出收购协议，每股收购价格为21.25美元，涉及金额达16亿美元。但在同年7月30日又宣布放弃收购，选择支付3000万美元的违约赔偿金。
药明康德於2015年12月10日启动私有化进程，在完成私有化后药明康德选择分拆为三大类业务，分别于新三板、港股以及A股资本市场上市，集团旗下子公司合全药业於2015年在新三板挂牌；药明生物于2017年6月13日在香港联合交易所上市；药明康德A股于2018年5月8日在上海证券交易所上市，交易代码603259。

## 违反《人類遺傳資源管理暫行辦法》
於2016年10月21日，蘇州藥明康得新藥開發公司未經許可將5165份中國人遺傳資源(血清)以動物血漿的名義詐欺海關部門，意圖出口。有見及此，中國科技部決定根據《人類遺傳資源管理暫行辦法》第四條、第十六條對蘇州藥明康得新藥開發公司作出處分，終止該公司國際合作和出境活動的申請，沒收並銷毀所有查獲血清，另處罰款。公司方說法則是个别员工的个人行为，並在招股书中有公示過並無隱瞞。

## 遭遇美国《生物安全法案》影响
美国参议院国土安全和政府事务委员会于2024年3月投票通过《生物安全法案》（S.3558），该法案设立了程序用于指定和审查“被关注公司”，将药明康德预先定义为“予以关注的生物技术公司”之一。药明康德强烈反对这种定义，表示其业务不会对任何国家构成国家安全风险，也不从事人类基因组学业务或收集人类基因组数据。